# Уайт, Роберт Джозеф
Роберт Джозеф Уайт (англ. Robert J. White; 21 января 1926 — 16 сентября 2010) — американский нейрохирург, впервые в мире успешно выполнивший операцию по пересадке головы живой обезьяне.

## Биография
Уайт вырос в Дулуте, штат Миннесота, с матерью и тетей. Его отец погиб в бою на Тихом океане во время Второй мировой войны. В интервью 2009 года Уайт заявил, что его интерес к человеческому мозгу начался в средней школе, когда его учитель биологии отметил его вскрытие черепа лягушки и посоветовал мальчику стать нейрохирургом.
Начал учёбу в бакалавриате в Университете Сент-Томаса, в 1949 году поступил в Медицинскую школу Миннесотского университета; вскоре перешёл в Гарвардскую медицинскую школу, где в 1951 году получил медицинскую степень с отличием (cum laude). Был членом Папской академии наук.
За свою карьеру Уайт провел более 10 000 хирургических операций и является автором более 900 публикаций по клинической нейрохирургии, медицинской этике и здравоохранению. Получил почётные докторские степени Университета Джона Кэрролла (доктор наук, 1979), Кливлендского государственного университета (доктор наук, 1980), Университета Уолша (доктор гуманитарных наук, 1996) и Университета Св. Томаса (доктор наук, 1998). Был консультантом Института нейрохирургии имени Бурденко в Москве и был единственным иностранным членом Российской и Украинской академий медицинских наук. Часто читал лекции в США, России, Китае и Европе. Был советником Папы Иоанна Павла II по медицинской этике. Учредил Комиссию Ватикана по биомедицинской этике в 1981 году после своего назначения в Папскую академию наук. Под руководством Уайта Комиссия повлияла на позицию церкви в отношении смерти мозга и экстракорпорального оплодотворения.
В течение 40 лет Уайт был профессором нейрохирургии в медицинской школе Университета Кейс-Вестерн-Резерв. Получил широкую известность благодаря своим экспериментам по пересадке головы на макаках-резусах. Умер в своём доме в Женеве, штат Огайо, 16 сентября 2010 года в возрасте 84 лет от диабета и рака простаты.

## Научная работа
14 марта 1970 года, после длинной серии предварительных экспериментов, провёл трансплантацию головы одной обезьяны на тело другой между двумя обезьянами. Поскольку операция включала в себя разрезание позвоночника на шее, испытуемые были парализованы ниже шеи. После операции, поскольку черепные нервы в головном мозге всё ещё были неповреждёнными и питались кровеносной системой нового тела, обезьяна всё ещё могла слышать, обонять, пробовать на вкус, есть и следить за объектами глазами.
В конечном итоге иммунное отторжение привело к смерти обезьян - ни одна не прожила более девяти дней. Доктор Джерри Сильвер, эксперт по восстановлению перерезанных нервов, назвал эксперименты Уайта на обезьянах «довольно варварскими».
В 1990-х Уайт планировал провести ту же операцию на людях и практиковался на трупах в морге. Он надеялся, что сможет сделать операцию по пересадке головы физику Стивену Хокингу и актёру Кристоферу Риву. Продолжение работы Уайта по исследованию и применению трансплантации головы обсуждалось в нейрохирургической литературе; возможность реконструкции спинного мозга и цефало-спинальной связи у людей получила поддержку в 2014 году в немецком исследовании.